# Kartung
Kartung (mundartlich Kardi) ist ein Ortsteil der Gemeinde Sinzheim im Landkreis Rastatt in Baden-Württemberg. Der Ort liegt westlich des Fremersbergs und wird durch die Rheintalbahn, das Wohngebiet Litzlung und Gewerbegebiete vom südlich und östlich angrenzenden Sinzheim getrennt. Kartung ist mit 2.032 (Stand Dezember 2020) Einwohnern der größte Teilort Sinzheims. Kartung ist lokal vor allem für seine bunte Vereinslandschaft sowie für die regelmäßigen Veranstaltungen bekannt.

## Geographische Lage

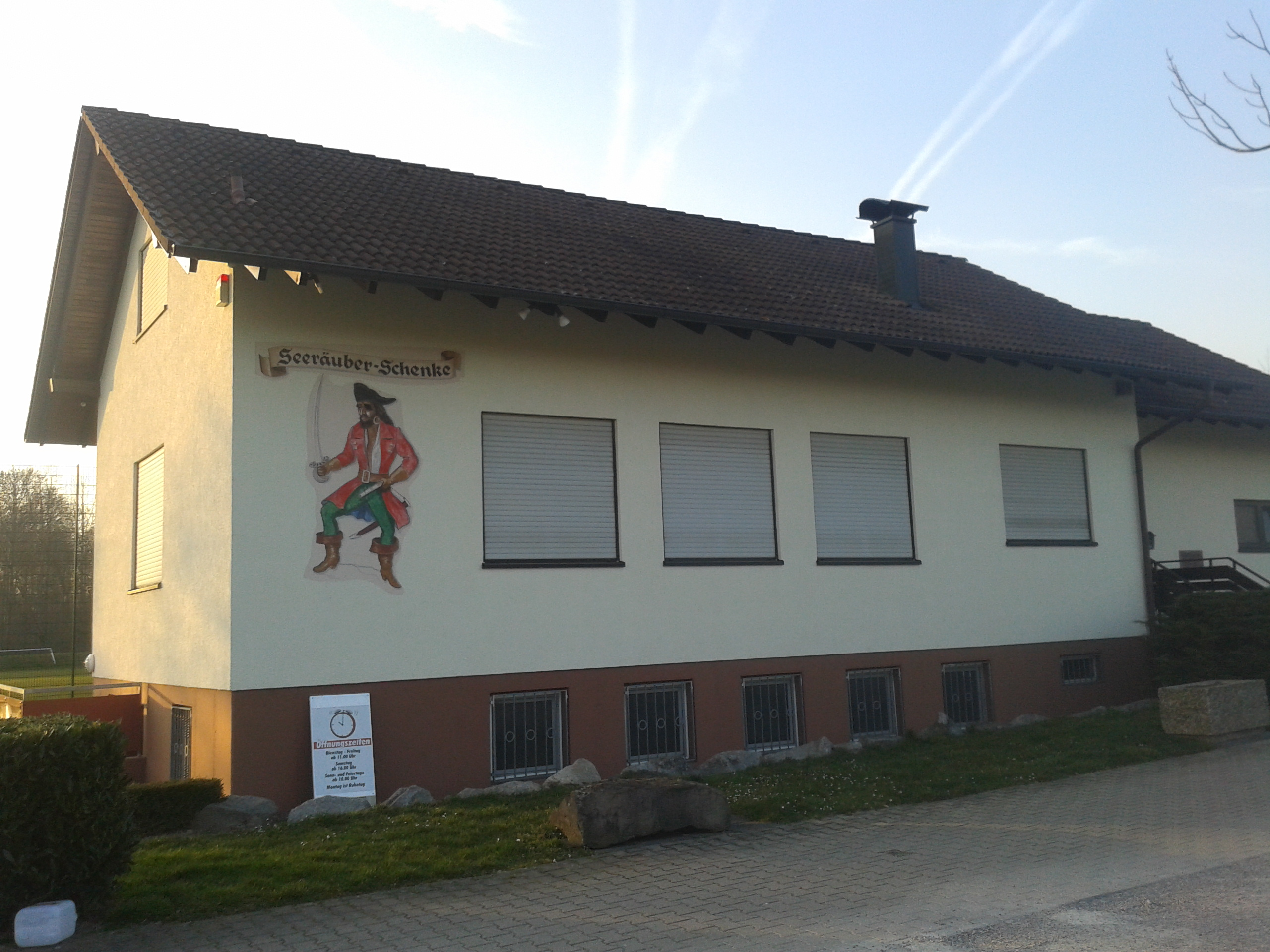
Das 1987 fertiggestellte Vereinsheim Kartungs, die
Seeräuberschenke

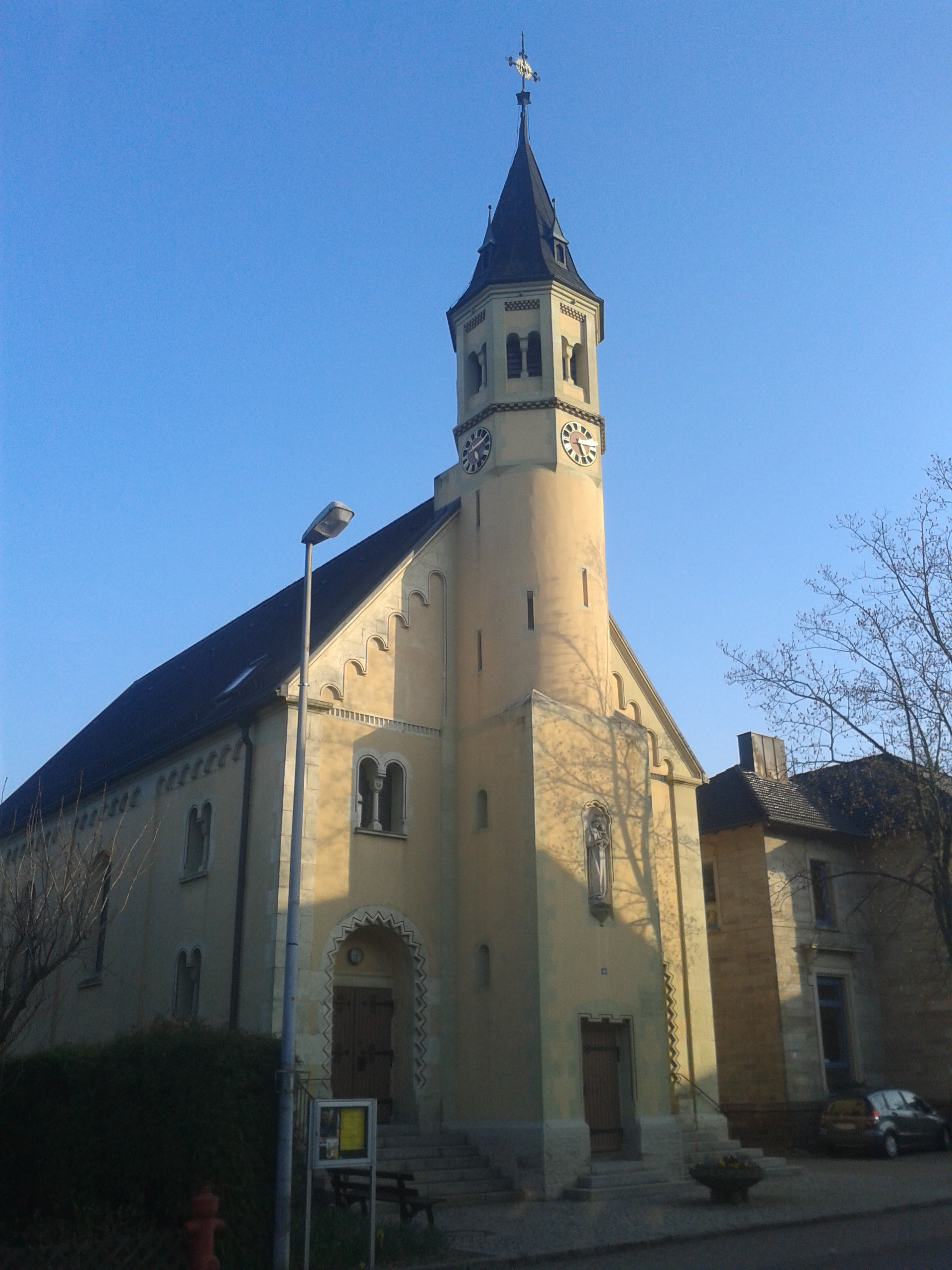
Die Kartunger Kirche

Kartung liegt in der Oberrheinischen Tiefebene etwa 5 km von Baden-Badener Stadtzentrum und 31 km von Karlsruhe entfernt. Vom benachbarten Baden-Badener Stadtteil Oos wird Kartung durch die Bundesstraße 500 getrennt, welche die Verbindung zur etwa 2 km entfernten Bundesautobahn 5 herstellt. Eine Straßenunterführung zum südlich gelegenen Hauptort Sinzheim  unterquert die viergleisig ausgebaute Strecke der Rheintalbahn und die parallel dazu verlaufende L80/Bundesstraße 3 (neu). Eine Straßenüberführung führt zum Sinzheimer Gewerbegebiet im Osten und der alten Bundesstraße 3.

## Geschichte
Kartung wurde 1272 erstmals anlässlich einer Stiftung an das Kloster Allerheiligen unter dem heutigen Namen urkundlich erwähnt. Das Straßendorf wurde im 20. Jahrhundert durch Neubaugebiete erweitert. Zur Feier des 20-jährigen Jubiläums der Dorfgemeinschaft und des Kartunger Straßenfests begannen 1978 in Kartung Arbeiten im Rahmen des Bundeswettbewerbs Unser Dorf soll schöner werden. Im Zuge dessen wurde ein Sport- und Festplatz und ein Vereinsheim gebaut, Ortseingangstafeln aufgestellt sowie drei Brunnenanlagen errichtet. Das Vereinsheim wurde von 179 Helfern in knapp eineinhalb Jahren von Frühjahr 1986 bis Sommer 1987 ohne Arbeitslohn errichtet. Der Kreuzplatz wurde 1998 umgestaltet und eine Seeräuberfigur, das Markenzeichen Kartungs, integriert.
750 JAHRE Kartung (1272–2022). Zu diesem Jubiläum wurde am 12. April 2022 ein Grundstein gesetzt der kommende Generationen an dieses Jubiläum erinnern soll. Eine 240-seitige Chronik über Kartung wurde aufgelegt.

### Marienkirche
Der Bau der Kartunger Filialkirche Maria Hilfe der Christen im Stil der Neuromanik begann im Jahr 1902 nach einem Entwurf des Architekten Johannes Schroth. Die finanzielle Grundlage hierfür bildete eine Schenkung des kinderlosen Franz Zeitvogel aus Leiberstung, der in seinem Testament 9.000 Mark für den Bau einer Kapelle im Ortsteil Kartung hinterließ. Ursprünglich sollte sie dem hl. Franziskus geweiht werden, wurde jedoch im Jahr 1904 schließlich von Franz Xaver Lender als Marienkirche konsekriert. Die letzte Renovierung fand 2005 statt. 
Die Orgel der Kirche wurde durch Spenden in Höhe von 35.000 DM von den Kartunger Vereinen mitfinanziert.

## Kultur

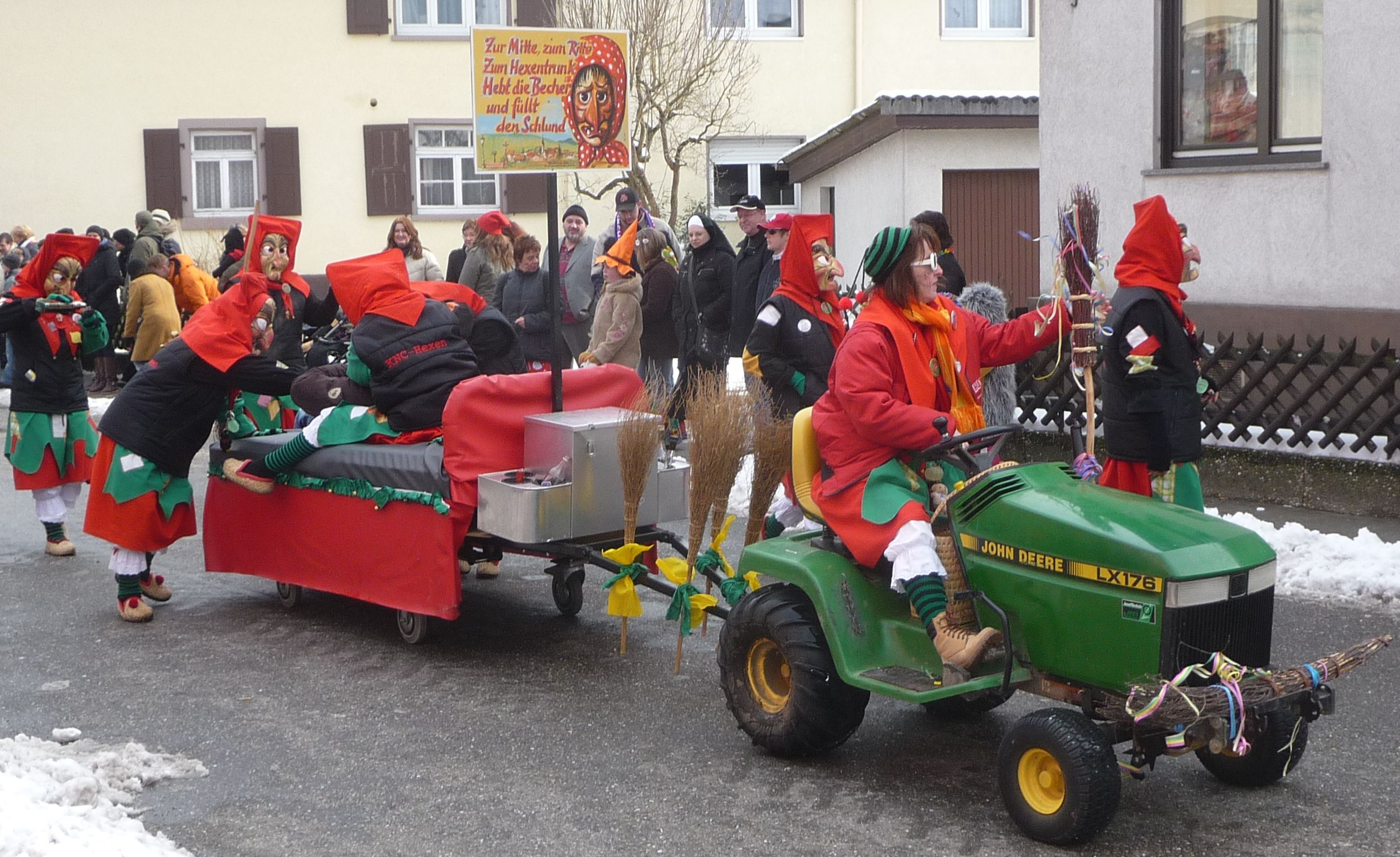
Bild der KNC-Hexen am Kartunger Faschingsumzug 2010

### Vereine
- Kartunger Narrenclub (KNC): Der Kartunger Narrenclub, welcher 1965 gegründet wurde, veranstaltet seit 1970 jährlich eine Prunk- und Fremdensitzung sowie seit 1996 den Kartunger Faschingsumzug.[8]
- Männergesangsverein Sängerlust Kartung e.V.: Der Männergesangsverein, welcher 1904 gegründet wurde, besteht aus verschiedenen Chören aus jeweils unterschiedlichen Altersgruppen und veranstaltet, zusätzlich zu diversen Veranstaltungen und Konzerten  der verschiedenen Gruppen, jährlich ein Jahreskonzert, das seit 1977 veranstaltet wird.[9][10]
- Radsportverein Edelweiss Kartung: Der Radsportverein Edelweiss Kartung, welcher 1924 gegründet wurde, veranstaltet in regelmäßigen Abständen verschiedene Fahrradrennen in unterschiedlichen Altersgruppen.[11]

### Regelmäßige Veranstaltungen
- Kartunger Straßenfest: Jedes Jahr findet das Kartunger Straßenfest statt, welches vom Kartunger Narrenclub, dem Männergesangsverein Kartung und dem Radsportverein Kartung und der Dorfgemeinschaft Kartung veranstaltet wird. Schätzungen zufolge wurde das Straßenfest, das seit 1978 veranstaltet wird, von etwa 250.000 Menschen besucht.[12]
- Kartunger Faschingsumzug: Jedes Jahr findet der Kartunger Faschingsumzug statt, der seit 1996 vom Kartunger Narrenclub veranstaltet wird. Dieser verläuft von der Duttenhurster Straße und der Kartunger Straße vorbei am Kreisel in die Tiefenauerstraße und von dort zum Kindergarten im Sommerau. Der Faschingsumzug 2013 wurde von 90 Gruppen mitgestaltet und erreichte etwa 2.000 Besucher.[13]

## Wirtschaft
Die meisten Arbeitsplätze bieten die Gewerbegebiete In den Lissen I und II, Im Unterfeld und Am Markbach. Diese bestehen seit drei Jahrzehnten und setzen sich aus über 40 Gewerbebetrieben zusammen.

## Bildung
- Grundschule Kartung-Winden